# El Piñalito (Misiones)
Piñalito Sur es una localidad argentina ubicada en el departamento San Pedro de la provincia de Misiones. Depende administrativamente del municipio de San Pedro, de cuyo centro urbano dista unos 44 km. Se encuentra junto al parque provincial El Piñalito.

## Vías de acceso
Se desarrolla sobre la Ruta Nacional 14, que la vincula al sudoeste con Tobuna y San Pedro, y al nordeste con Dos Hermanas y Bernardo de Irigoyen.